# حسين الرقواني
حسين الرقواني، لاعب كرة قدم سعودي، يلعب في الهجوم في نادي أبها.